# Eduardo Soriano García
Director del grupo de investigación de Neurobiología del desarrollo y Regeneración neuronal en la UB desde 1987 con más de 40 proyectos y contratos de investigación financiados por agencias nacionales e internacionales. Autor de más de 110 publicaciones en revistas científicas.
En 1980 obtiene la licenciatura en Biología por la UAB poco después profesor ayudante en el instituto de biología celular de la UAB y en 1985 el mismo cargo en UB dos años más tarde obtiene el doctorado. Comienza así su trabajo postdoctoral en el Instituto de Anatomía, Universidad de Lausanne (Suiza) y un año más tarde y hasta el 89 Universidad de Frankfurt (Alemania), en el instituto de Anatomía. Ese mismo año trabaja como profesor titular en el Instituto de Biología Celular en la Universidad de Barcelona. 
Con el cargo Profesor visitante «Post vert», INSERM Unidad 106, Paris (Francia) entre 94/95 en el que obtiene la cátedra de Biología Celular, Instituto de Biología Celular en la Universidad de Barcelona.

## Premios y distinciones
- 1997: Premio de la fundación Ramón Areces «Sección: Neurobiología», (Madrid, España)
- 1997: Premio del Instituto Internacional de Investigación en Paraplegía (IRP, Zürich, Suiza)
- 1998: Premio de la «Fundación de Ciencias de la Salud» «Sección: neurobiología» (Madrid, España)
- 2000: Premio «Distinció de la Generalitat de Catalunya per a la Promoción de la Recerca Universitária» (Barcelona, España)
- 2000: Premio Rey Jaime I de la Fundación Valenciana de Estudios Avanzados, Generalitat Valenciana (Valencia, España)[2]

## Asesoramiento y contribuciones
- Miembro de Comités Editoriales: Cerebral Cortex.
- Evaluador de Revistas: Development , Journal of Neuroscience , cerebral Cortex, European Journal of Neuroscience , Experimental Brain Research , Experimental Neurology , Journal of Comparative Neurology , Cell and Tissue Research , Journal of Neuroscience Methods, Developmental Brain Research, Brain Research, Hippocampus .[3]
- Asesor - evaluador: Ministerio de Educación y Ciencia (ANEP), Fondo de Investigaciones Sanitarias (FIS), Instituto Nacional de Salud (USA), Swiss National Science Foundation , Miembro del Comité Asesor de la Universidad Pompeu Fabra, Miembro del Comité del Plan Nacional de Salud y Farmacia (CICYT), Miembro del Comité de Comisión de Bioética de la Universitat de Barcelona (CBUB), Fundación Nacional de Ciencia de Israel, Comité de Nomenclatura estandarizada para semaforinas , (publicado en Cell 5:551-552).[4]

## Exterior
IRP–International Foundation for Research in Paraplegia (Ingles)

Fundación Ciencias de la Salud

Wikipedia Cat

Wikipedia.Inglés;
Wikipedia.Inglés;
Wikipedia.Inglés;
Wikipedia.Inglés;
Wikipedia.Inglés;
Wikipedia.Inglés];
Wikipedia.Inglés;
Wikipedia.Inglés;
Wikipedia.Inglés;
Wikipedia.Inglés;
Wikipedia Gallego.